# Heterometrus phipsoni
Heterometrus phipsoni ist ein indischer Skorpion der Familie Scorpionidae.

## Beschreibung
Heterometrus phipsoni ist ein 85 bis 130 Millimeter langer Skorpion mit rötlich-brauner bis schwarzer Grundfarbe. Nur die Chelae und das Telson sind heller, bisweilen aber ebenfalls schwarz. Die Chelae sind leicht lappenförmig und stark behaart, mit einem Verhältnis von Länge zu Breite von 2,5 bis 3 zu 1 bei männlichen und 2,2 bis 2,5 zu 1 bei weiblichen Skorpionen. Ihre Oberseite weist große runde Granulen auf, die ineinander übergehen können, aber keine Kiele bilden. Die Glieder der Pedipalpen zeigen einen ausgeprägten Sexualdimorphismus. Die Femora und Patellen männlicher Tiere sind länger als die der weiblichen, aber nicht schmaler. Die Chelae der männlichen Tiere sind sowohl länger als auch schmaler. Der Carapax hat eine glatte und glänzende Oberfläche, an den Rändern befinden sich gelegentlich wenige Granulen. Die Kämme des Kammorgans haben bei männlichen Skorpionen 12 bis 16 und bei weiblichen 10 bis 15 Zähne. Das Telson ist behaart und langgestreckt, mit einer Giftblase die gleich lang oder länger als der Giftstachel ist.
Heterometrus phipsoni ähnelt in seiner Morphologie stark Heterometrus mysorensis. Diese Art hat aber nur wenige in Reihen angeordnete Granulen auf den Chelae, während sie bei Heterometrus phipsoni dicht mit Granulen bedeckt sind.

## Verbreitung und Lebensraum

Lebensraum, unter dem Stein ist der Eingang der oben gezeigten Wohnröhre

Als Terra typica von Heterometrus phipsoni wurde in der Erstbeschreibung für den männlichen Skorpion India, Madras und für ein weibliches Tier Sheveroy Hills angegeben. Die Angabe Madras kann sich auf die heutige Stadt Chennai (13° 5′ N, 80° 17′ O), aber auch auf die Präsidentschaft Madras beziehen. Die Servarayan Hills (11° 50′ N, 78° 16′ O), anglisiert Sheveroy Hills, befinden sich wie Chennai heute im Gebiet des südindischen Bundesstaates Tamil Nadu.
Neben Tamil Nadu, dem indischen Bundesstaat, in dem der Typenfundort liegt, sind Funde von Heterometrus phipsoni aus Kerala, Madhya Pradesh, Maharashtra, Odisha und Westbengalen gemeldet worden.

## Lebensweise

Paarungstanz „Promenade à deux“

Paarungsritual, Massage der Cheliceren des Weibchens

Aufnahme des Spermas

Spermatophore nach der Insemination

Weiblicher Skorpion mit Jungtieren

Juveniler Skorpion

Juveniler Skorpion mit fehlendem Metasoma

Heterometrus phipsoni gehört zu den pelophilen Arten der Skorpione, die in lehmigem Boden Wohnröhren graben. Seine Wohnröhren befinden sich häufig unter Steinen oder an der Basis von Bäumen. Er teilt seinen Lebensraum in Maharashtra mit Skorpionen der Art Hottentotta tamulus und der Gattung Lychas.
Bei dieser Art konnte im Labor das Paarungsverhalten beobachtet werden. Das Männchen näherte sich dabei dem Weibchen, ergriff mit seinen Scheren die des Weibchens, und begann das als „Hochzeitstanz“ von anderen Arten der Skorpione beschriebene Paarungsritual. Über einen längeren Zeitraum hinweg bewegten sich die Skorpione gemeinsam hin und her. In einem fortgeschrittenen Stadium des Paarungsrituals ergriff das Männchen mit seinen Cheliceren die des Weibchens und begann sie zu massieren. Diesem Vorgang wird eine beruhigende Wirkung auf das Weibchen zugeschrieben, dennoch wurde das Männchen dabei gestochen. Während der Paarung wurde beobachtet, dass das Männchen seine Kammorgane heftig bewegte und dass sein Körper zitterte. Im Verlauf des Paarungsrituals befreite das Männchen einen Teil des Terrarienbodens vom Bodensubstrat und setzte eine einzelne etwa 10,5 Millimeter lange Spermatophore ab. Anschließend trennte sich das Paar, das Männchen wurde auch mit Stichen vertrieben. Das Weibchen begab sich zur Spermatophore und nahm das Sperma auf, wobei es sein Mesosoma stark krümmte.
Zehn Wochen nach der im Labor beobachteten Paarung wurden auf dem Rücken des Weibchens neun etwa 10 bis 15 Millimeter lange weißlich-gelbe juvenile Skorpione festgestellt, von denen einer ein fehlendes Metasoma aufwies. Während des ersten Monats der Aufzucht seiner Jungen nahm das Weibchen keine Nahrung auf. Die Aufzuchtperiode betrug 71 Tage und die Jungtiere verließen das Muttertier nach der vierten Häutung.

## Systematik

### Erstbeschreibung
Die Erstbeschreibung erfolgte durch Reginald Innes Pocock im Jahr 1893 auf der Grundlage eines männlichen Museumsexemplars.

### Typmaterial
Der Holotyp ist ein männlicher Skorpion aus Madras, der weibliche Paratyp kommt aus den Servarayan Hills. Dazu kommen zwei weibliche Exemplare aus den Nilgiri-Bergen, nach denen Pocock 1900 Heterometrus phipsoni collinus beschrieben hatte. Alle Typexemplare befinden sich in der Sammlung des Natural History Museum in London.

### Etymologie
Pocock widmete den neu beschriebenen Skorpion Herbert Musgrave Phipson, dem Ehrenvorsitzenden der Bombay Natural History Society und Herausgeber des Journal of the Bombay Natural History Society, in dem er die Erstbeschreibung von Heterometrus phipsoni und zahlreiche weitere Aufsätze veröffentlichte. Spätere Spekulationen in der Literatur, die in dem Artnamen die Würdigung einer Emma Phipson sehen, sind falsch.

### Synonyme und Falschschreibungen (chronologisch)
- Scorpio phipsoni Pocock, 1893: der Name wurde von Pocock in seiner Erstbeschreibung vergeben.[8]
- Palamnaeus phipsoni Pocock, 1900: in seinem Arachnidenband innerhalb der Fauna of British India, including Ceylon and Burma stellte Pocock die Art ohne nähere Erläuterungen in die Gattung Palamnaeus. Die Gattung Palamnaeus war jedoch bereits 1879 von Ferdinand Karsch zum Synonym von Heterometrus erklärt worden.[11][12]
- Palamnaeus phipsoni carnaticus Pocock, 1900: Pocock verwendete die Bezeichnung carnaticus lediglich irrtümlich, sie hat daher keine Bedeutung in der zoologischen Nomenklatur.[1][11]
- Palamnaeus phipsoni collinus Pocock, 1900: Pocock beschrieb 1900 mit Palamnaeus phipsoni collinus eine neue Unterart. Die Beschreibung basierte auf einem Skorpion, der kurz vor dem Aufsammeln Nahrung aufgenommen hatte, und daher ein größeres Mesosoma aufwies.[1][11]
- Heterometrus (Chersonesometrus) phipsoni phipsoni Couzijn, 1981 (teilweise): H. W. C. Couzijn beschrieb 1981 die Untergattung Chersonesometrus, in die er auch Heterometrus phipsoni stellte. Die Untergattung Chersonesometrus und alle anderen von Couzijn beschriebenen Untergattungen von Heterometrus wurden 2004 von František Kovařík in seiner Revision der Gattung Heterometrus aufgehoben.[13][14]
- Heterometrus (Chersonesometrus) collinus Couzijn, 1981: Couzijn gab der 1900 von Pocock beschriebenen Unterart Heterometrus phipsoni collinus Artstatus.[15]

Couzijn hat die Art Heterometrus barberi 1981 zum Synonym von Heterometrus (Chersonesometrus) phipsoni phipsoni erklärt. Darüber hinaus bestimmte er Heterometrus kanarensis zum Synonym von Heterometrus (Chersonesometrus) phipsoni kanaraensis. Bereits zwei Jahre später haben B. K. Tikader und Deshbhushan B. Bastawade richtiggestellt, dass es sich bei Heterometrus barberi und Heterometrus kanarensis um eigene Arten handelt.